# Джон Мур
Сър Джон Мур (на английски: Sir John Moore; 13 ноември 1761 г., Глазгоу – 16 януари 1809 г., Ла Коруня) е английски генерал, участник в Наполеоновите войни.
Оглавява английските войски в Португалия, където е убит при освобождението на град Ла Коруня от французите.

## Биография
Син на доктор Д. Мур, известен учен и писател. През 1776 г. започва военна служба в 51-ви пехотен полк.
От 1785 г. служи в 100-тен и 102-ри пехотни полкове, от септември 1787 г. е в 60-и Кралски стрелкови американски полк. От 16 януари 1788 г. е командир на батальон от 51-ви полк в Ирландия.
През 1794 г. воюва в Корсика, във войските на генерал Ч. Стюарт, а през август 1794 г. става негов адютант.
Произведен в бригаден генерал на 9 септември 1795 г. и е изпратен като командир на бригада в Западните Индии.
През 1796 г. е губернатор на остров Сент Лусия.
На 25 септември 1808 г. е назначен за командир на английския експедиционен корпус (около 35 хиляди души) в Португалия. Войските на Мур са разгромени на 16 януари 1809 г. при Ла Коруня, а самият генерал загива.